# Blown Away
Blown Away (англ. Унесене вітром) — четвертий студійний альбом американської кантрі-співачки Керрі Андервуд. В США і Канаді реліз відбувся 1 травня 2012.

## Список композицій
| #     | Назва                     | Автор слів                                  | Тривалість |
| ----- | ------------------------- | ------------------------------------------- | ---------- |
| 1.    | «Good Girl»               | Керрі Андервуд, Chris DeStefano, Ешлі Горлі | 3:25       |
| 2.    | «Blown Away»              | Chris Tompkins, Josh Kear                   | 4:00       |
| 3.    | «Two Black Cadillacs»     | Андервуд, Гілларі Ліндсі, Kear              | 4:58       |
| 4.    | «See You Again»           | Андервуд, Девід Ходжес, Ліндсі              | 4:06       |
| 5.    | «Do You Think About Me»   | Cary Barlowe, Ліндсі, Shane Stevens         | 3:37       |
| 6.    | «Forever Changed»         | Tom Douglas, James T. Slater, Ліндсі        | 4:02       |
| 7.    | «Nobody Ever Told You»    | Андервуд, Ліндсі, Luke Laird                | 4:10       |
| 8.    | «One Way Ticket»          | Андервуд, Laird, Kear                       | 3:56       |
| 9.    | «Thank God for Hometowns» | Laird, Горлі, Ліндсі                        | 4:01       |
| 10.   | «Good in Goodbye»         | Андервуд, Раян Теддер, Ліндсі               | 4:17       |
| 11.   | «Leave Love Alone»        | Gordie Sampson, Troy Verges, Ліндсі         | 3:19       |
| 12.   | «Cupid's Got a Shotgun»   | Андервуд, Tompkins, Kear                    | 3:43       |
| 13.   | «Wine After Whiskey»      | Андервуд, Tom Shapiro, Dave Berg            | 3:51       |
| 14.   | «Who Are You»             | Роберт Джон Ланг                            | 3:55       |
| 55:20 |                           |                                             |            |

| Британські та японські бонусні треки | Британські та японські бонусні треки | Британські та японські бонусні треки | Британські та японські бонусні треки |
| #                                    | Назва                                | Автор слів                           | Тривалість                           |
| ------------------------------------ | ------------------------------------ | ------------------------------------ | ------------------------------------ |
| 15.                                  | «Cowboy Casanova»                    | Андервуд, Mike Elizondo, Brett James | 3:56                                 |
| 16.                                  | «Before He Cheats»                   | Tompkins, Kear                       | 3:19                                 |
| 17.                                  | «Last Name»                          | Андервуд, Laird, Ліндсі              | 4:01                                 |
| 18.                                  | «Jesus, Take the Wheel»              | James, Ліндсі, Sampson               | 3:46                                 |

## Чарти
| Чарт (2012)                          | Пікова позиція |
| ------------------------------------ | -------------- |
| Australian ARIA Albums Chart         | 4              |
| Australian ARIA Country Albums Chart | 1              |
| Canadian Albums Chart                | 1              |
| Canadian Country Albums Chart        | 1              |
| Irish Albums Chart                   | 26             |
| Japanese Albums Chart                | 101            |
| New Zealand Albums Chart             | 22             |
| Scottish Albums Chart                | 8              |
| UK Albums Chart                      | 11             |
| UK Country Artist Albums Chart       | 1              |
| US Billboard 200                     | 1              |
| US Billboard Top Country Albums      | 1              |

## Продажі
| Країна        | Сертифікація (таблиця продажів та сертифікатів) | Продажі    |
| ------------- | ----------------------------------------------- | ---------- |
| Канада (CRIA) | Платина                                         | +80,000    |
| США (RIAA)    | 2× Платина                                      | +1,794,800 |

## Історія релізів
| Країна          | Дата           | Формат                   | Лейбл            |
| --------------- | -------------- | ------------------------ | ---------------- |
| Канада          | 1 травня 2012  | CD, цифрове завантаження | Arista Nashville |
| США             | 1 травня 2012  | CD, цифрове завантаження | Arista Nashville |
| Данія           | 2 травня 2012  | CD, цифрове завантаження | Sony Music       |
| Фінляндія       | 2 травня 2012  | CD, цифрове завантаження | Sony Music       |
| Австралія       | 4 травня 2012  | CD, цифрове завантаження | Sony Music       |
| Нова Зеландія   | 4 травня 2012  | CD, цифрове завантаження | Sony Music       |
| Ірландія        | 11 травня 2012 | CD, цифрове завантаження | Sony Music       |
| Таїланд         | 11 травня 2012 | CD, цифрове завантаження | Sony Music       |
| Велика Британія | 18 червня 2012 | CD, цифрове завантаження | RCA Records      |
| Японія          | 25 липня 2012  | CD, цифрове завантаження | Sony Music       |